# Bodovací soutěž
Bodovací klasifikace je hodnoceni nejlepších tří cyklistů v cíli každé etapy. Protože v etapových závodech dochází k častým hromadným dojezdům, je tato klasifikace označována jako spurtérská. 

## Bodovací soutěž na Grand Tours

### Trojvítězství
Získat vítězství v bodovací soutěži na všech třech Grand Tours v jednom roce se doposud nepodařilo žádnému cyklistovi. Pouze tři cyklisté získali trikoty v bodovací klasifikaci v různých letech:
- Eddy Merckx
- Džamolidin Abdužaparov
- Laurent Jalabert

### Doubly
Vítězství Tour/Giro v jednom roce:
- Džamolidin Abdužaparov (1994)

Vítězství  Giro/Vuelta v jednom roce:
- Eddy Merckx (1973)

Vítězství  Tour/Vuelta v jednom roce:
- Rudi Altig (1962)
- Jan Janssen (1967)
- Seán Kelly (1985)
- Laurent Jalabert (1995)

### Nejvíce vítězství (Grand Tours)
- 9: Erik Zabel - Německo
  - Tour de France (1996, 1997, 1998, 1999, 2000, 2001)
  - Vuelta a España (2002, 2003, 2004)

- 8: Sean Kelly - Irsko
  - Tour de France  (1982, 1983, 1985, 1989)
  - Vuelta a España (1980, 1985, 1986, 1988)

- 8: Peter Sagan - Slovensko
  - Tour de France  (2012, 2013, 2014, 2015, 2016, 2018, 2019)
  - Giro d'Italia (2021)

- 7: Laurent Jalabert - Francie
  - Tour de France (1992, 1995)
  - Giro d'Italia (1999)
  - Vuelta a España (1994, 1995, 1996, 1997)

## Grand Tours: bodovací soutěž
| Rok  | Tour de France Zelený trikot | Giro d'Italia Fialový trikot | Vuelta Modrý trikot    |
| ---- | ---------------------------- | ---------------------------- | ---------------------- |
| 1953 | Fritz Schär                  | -                            | -                      |
| 1954 | Ferdi Kübler                 | -                            | -                      |
| 1955 | Stan Ockers                  | -                            | Fiorenzo Magni         |
| 1956 | Stan Ockers                  | -                            | Rik Van Steenbergen    |
| 1957 | Jean Forestier               | -                            | Vicente Iturat         |
| 1958 | Jean Graczyk                 | -                            | Salvador Botella       |
| 1959 | André Darrigade              | -                            | Rik Van Looy           |
| 1960 | Jean Graczyk                 | -                            | Arthur De Cabooer      |
| 1961 | André Darrigade              | -                            | Antonio Suárez         |
| 1962 | Rudi Altig                   | -                            | Rudi Altig             |
| 1963 | Rik Van Looy                 | -                            | Bas Maliepaard         |
| 1964 | Jan Janssen                  | -                            | José Pérez-Francés     |
| 1965 | Jan Janssen                  | -                            | Rik Van Looy           |
| 1966 | Willy Planckaert             | Gianni Motta                 | Jos Van Der Leuten     |
| 1967 | Jan Janssen                  | Dino Zandegu                 | Jan Janssen            |
| 1968 | Franco Bitossi               | Eddy Merckx                  | Jan Janssen            |
| 1969 | Eddy Merckx                  | Franco Bitossi               | Raymond Steegmans      |
| 1970 | Walter Godefroot             | Franco Bitossi               | Guido Reybrouck        |
| 1971 | Eddy Merckx                  | Marino Basso                 | Cyrille Guimard        |
| 1972 | Eddy Merckx                  | Roger De Vlaeminck           | Domingo Perurena       |
| 1973 | Herman Van Springel          | Eddy Merckx                  | Eddy Merckx            |
| 1974 | Patrick Sercu                | Roger De Vlaeminck           | Domingo Perurena       |
| 1975 | Rik Van Linden               | Roger De Vlaeminck           | Miguel María Lasa      |
| 1976 | Freddy Maertens              | Francesco Moser              | Dietrich Thurau        |
| 1977 | Jacques Esclassan            | Francesco Moser              | Freddy Maertens        |
| 1978 | Freddy Maertens              | Francesco Moser              | Ferdi Van De Haute     |
| 1979 | Bernard Hinault              | Giuseppe Saronni             | Alfons de Wolf         |
| 1980 | Rudy Pevenage                | Giuseppe Saronni             | Seán Kelly             |
| 1981 | Freddy Maertens              | Giuseppe Saronni             | Javier Cedena          |
| 1982 | Seán Kelly                   | Francesco Moser              | Steffan Mutter         |
| 1983 | Seán Kelly                   | Giuseppe Saronni             | Marino Lejarreta       |
| 1984 | Frank Hoste                  | Urs Freuler                  | Guido Van Calster      |
| 1985 | Seán Kelly                   | Johan van der Velde          | Seán Kelly             |
| 1986 | Eric Vanderaerden            | Guido Bontempi               | Seán Kelly             |
| 1987 | Jean-Paul van Poppel         | Johan van der Velde          | Alfonso Gutierrez      |
| 1988 | Eddy Planckaert              | Johan van der Velde          | Seán Kelly             |
| 1989 | Seán Kelly                   | Giovanni Fidanza             | Malcolm Elliott        |
| 1990 | Olaf Ludwig                  | Gianni Bugno                 | Uwe Raab               |
| 1991 | Džamolidin Abdužaparov       | Claudio Chiappucci           | Uwe Raab               |
| 1992 | Laurent Jalabert             | Mario Cipollini              | Džamolidin Abdužaparov |
| 1993 | Džamolidin Abdužaparov       | Adriano Baffi                | Tony Rominger          |
| 1994 | Džamolidin Abdužaparov       | Džamolidin Abdužaparov       | Laurent Jalabert       |
| 1995 | Laurent Jalabert             | Tony Rominger                | Laurent Jalabert       |
| 1996 | Erik Zabel                   | Fabrizio Guidi               | Laurent Jalabert       |
| 1997 | Erik Zabel                   | Mario Cipollini              | Laurent Jalabert       |
| 1998 | Erik Zabel                   | Mariano Piccoli              | Fabrizio Guidi         |
| 1999 | Erik Zabel                   | Laurent Jalabert             | Frank Vandenbroucke    |
| 2000 | Erik Zabel                   | Dmitrij Konyšev              | Roberto Heras          |
| 2001 | Erik Zabel                   | Massimo Strazzer             | José Maria Jiménez     |
| 2002 | Robbie McEwen                | Mario Cipollini              | Erik Zabel             |
| 2003 | Baden Cooke                  | Gilberto Simoni              | Erik Zabel             |
| 2004 | Robbie McEwen                | Alessandro Petacchi          | Erik Zabel             |
| 2005 | Thor Hushovd                 | Paolo Bettini                | Alessandro Petacchi    |
| 2006 | Robbie McEwen                | Paolo Bettini                | Thor Hushovd           |
| 2007 | Tom Boonen                   | Alessandro Petacchi          | Daniele Bennati        |
| 2008 | Óscar Freire                 | Daniele Bennati              | Greg Van Avermaet      |
| 2009 | Thor Hushovd                 | Denis Menchov                | André Greipel          |
| 2010 | Alessandro Petacchi          | Cadel Evans                  | Mark Cavendish         |
| 2011 | Mark Cavendish               | Michele Scarponi             | Bauke Mollema          |
| 2012 | Peter Sagan                  | Joaquim Rodríguez            | Alejandro Valverde     |
| 2013 | Peter Sagan                  | Mark Cavendish               | Alejandro Valverde     |
| 2014 | Peter Sagan                  | Nacer Bouhanni               | John Degenkolb         |
| 2015 | Peter Sagan                  | Giacomo Nizzolo              | Alejandro Valverde     |
| 2016 | Peter Sagan                  | Giacomo Nizzolo              | Fabio Felline          |
| 2017 | Marcel Kittel                | Fernando Gaviria             | Chris Froome           |
| 2018 | Peter Sagan                  | Elia Viviani                 | Alejandro Valverde     |
| 2019 | Peter Sagan                  | Pascal Ackermann             | Primož Roglič          |
| 2020 | Sam Bennett                  | Arnaud Démare                | Primož Roglič          |
| 2021 | Mark Cavendish               | Peter Sagan                  | Fabio Jakobsen         |
| 2022 | Wout van Aert                | Arnaud Démare                |                        |